# مديرية الجعفرية

تعديل مصدري - تعديل

مديرية الجعفرية إحدى مديريات محافظة ريمة في اليمن. بلغ عدد سكانها (64661) نسمة عام: 2004 م. تقسم إلى 14 عزلة.

موقع مديرية الجعفرية في محافظة ريمة

تحدها من الشرق مديرية كسمة ومن الغرب بيت الفقية (الحديدة) ومن الشمال مديرية الجبين ومن الجنوب وصاب السافل، وقد سميت الجعفرية بهذا الاسم نسبة إلى: «بني جعفر» الذين حكموا جبل ظلملم وهم ينتسبون إلى جعفر بن إبراهيم بن أبي جعفر المناخي المتسلسل من سلالة ذي مناخ الحميري سلطان مخلاف جعفر.
وكان جبل ظلملم مركز حكمهم لريمة ولهذا سميت بريمة المناخي نسبة إلى المناخيين وكان آخرهم الأمير جعفر المناخي الريمي الحميري (ابن السلطان جعفر بن إبراهيم المناخي) الذي قتله علي بن الفضل، الذي ذكر في كتاب اللطائف السنية في أخبار الممالك اليمنية لمحمد الكبسي «تحالفا عقد في صعدة بين الهادي يحيى بن الحسين الزيدي، وشيخ مشايخ بكيل الدعام، والأمير جعفر المناخي الريمي الحميري، وبعض آل ملوك بني يعفر، وأن جيوش هذا التحالف قد دخلت صنعاء في جمادى الآخرة سنة 293 هـ». وال الجعفري معروفون اليوم في جبل ظلملم وعزلة بني الحرازي.
ومن آثار الجعافرة المناخيين في جبل ظلملم قصر المسنف. دار الكاتب، السما، دار النواب، ومسجد يعود بناؤه إلى القرن الثالث الهجري به نقوش لعدد من الجعافرة بالإضافة إلى نفقين يصل طول أحدهما إلى أكثر من كيلو متر ونصف يستخدم أحدهما كقناة لتصريف المجاري، والآخر مردوم في معظم أجزائه وكان للجبل بوابتين وطريق سلطاني لطلوع قوافل الجمال إليه.

## التقسيم الإداري
تتألف مديرية الجعفرية من العزل التالية:
| العزلة                | عدد المساكن | عدد الأسر | الذكور | الأناث | الإجمالي |
| --------------------- | ----------- | --------- | ------ | ------ | -------- |
| عزلة بني سعيد         | 989         | 1243      | 3756   | 3767   | 7523     |
| عزلة بني الحرازي      | 556         | 534       | 1514   | 1796   | 3310     |
| عزلة بني نفيع         | 207         | 201       | 674    | 719    | 1393     |
| عزلة بني الغزي        | 216         | 265       | 850    | 975    | 1825     |
| عزلة بني الجعد        | 826         | 821       | 2642   | 2915   | 5557     |
| عزلة بني القحوي الشرف | 146         | 196       | 726    | 707    | 1433     |
| عزلة اليمانية         | 1933        | 2043      | 6840   | 7506   | 14346    |
| عزلة رماع             | 514         | 471       | 1438   | 1485   | 2923     |
| عزلة البيادح          | 248         | 230       | 725    | 655    | 1380     |
| عزلة بني القحوي العتم | 377         | 324       | 950    | 989    | 1939     |
| عزلة بني أحمد         | 1062        | 1381      | 4321   | 4730   | 9051     |
| عزلة بني جديع         | 306         | 433       | 1587   | 1580   | 3167     |
| عزلة الحواذل          | 238         | 211       | 696    | 714    | 1410     |
| عزلة بني واقد         | 1711        | 1773      | 4568   | 4836   | 9404     |
| الإجمالي              | 9329        | 10126     | 31287  | 33374  | 64661    |

## المواقع التاريخية
أهم المواقع التأريخية والأثرية والطبيعية في مديرية الجعفرية.

### المعالم التاريخية والأثرية
1. جبل أســود وهو عبارة عن حصن قديم شيد في الفترة الأولى لحكم العثمانيين اليمن ويطل على قرية المعيمه.

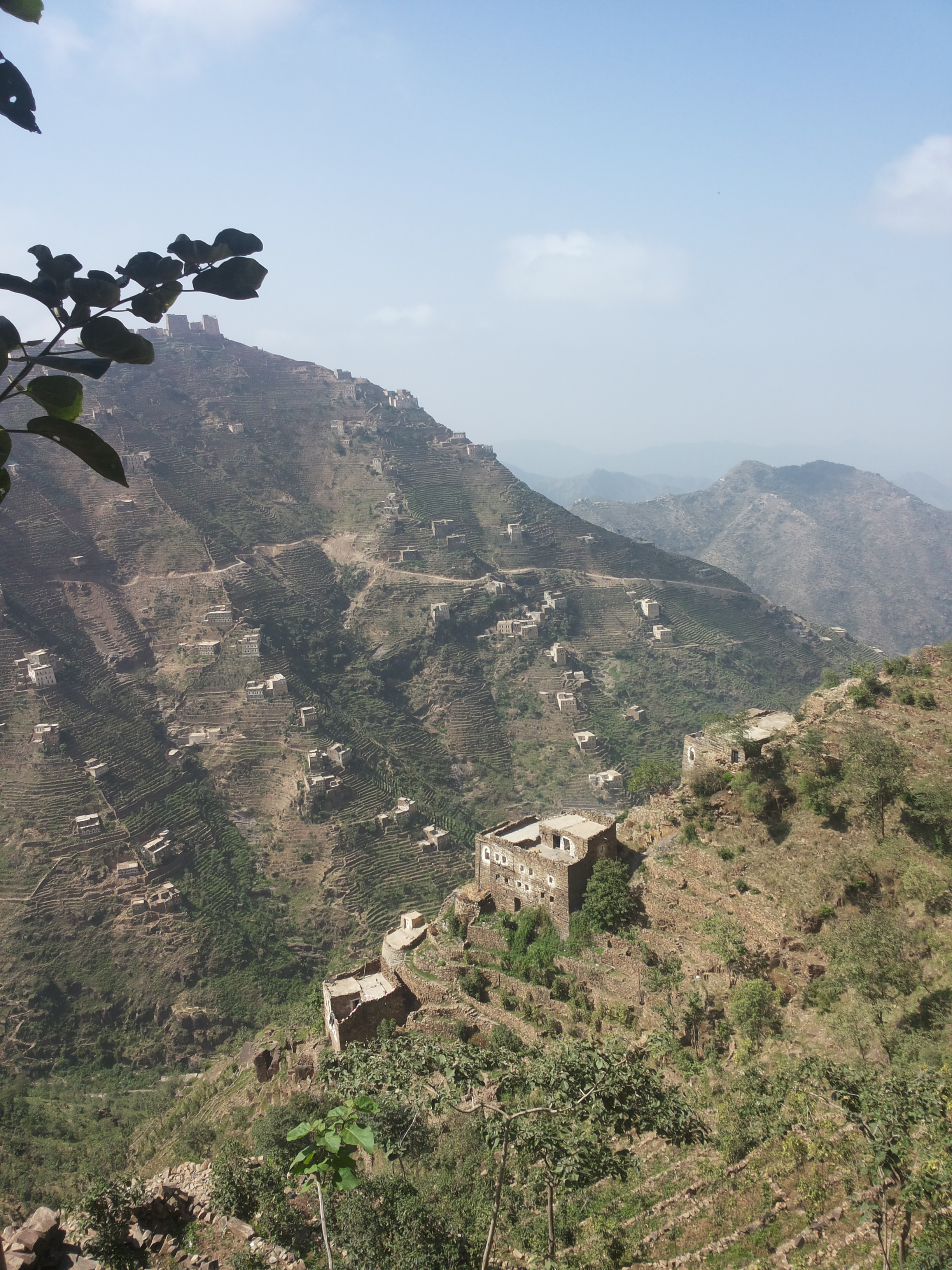

### المواقعالطبيعية
تتميز الجعفرية بوجود عدد كبير من المناظر والمواقع الطبيعية وسوف نقتصر الإشارة إلى المواقع التالية:
- جبل الشرف:

يقع في الحدَّية عزلة بني الجعد، وهو عبارة عن جبل يطل على الحدَّية مركز المديرية، وعند الصعود إليه تستقبلك أشجاره المرصوفة على جانبي الطريق المعبدة المؤدية إليه، وعند قمته يقع نظرك على لوحة بديعة الجمال تزينها الجبال المكسوة  بالخضرة، والمدرجات الجميلة الرائعة، كما يتميز الجبل بوجود أحجار في أعلى قمته تبدو غريبة، أطوال بعضها حوالي (متر)، وهي مدببة من الرأس كالهرم سهلة الاستخراج، واستخدم جزء منها في ترميم ورصف الطريق وأضفت عليه جمالاً وروعة إلا أنه يحتمل أن يكون هذا الجبل بركانياً.
- شلال ضاحية الركب:

يعتبر من الشلالات الكبيرة والجميلة، فهو عبارة عن مصب مائي يتدفق منذ القدم من أعلى الجبال المحيطة بالحدَّية، ويجري عبر الصخور بعرض يقدر (بخمسة أمتار) قابل للتوسع، ويمتد طوله حتى يصب في الوادي الأخضر (بني الغربي) مكوناً لوحة جميلة إلا أنه موسمي يرتبط بسقوط الأمطار.
- عزلة بني الجعد:

عزلة كغيرها من عزل المديرية تتمتع بمناظر طبيعية خلابة، فعلى قمم جبالها ترى الغيوم الملبدة بالخير لهذه الأرض المعطاءة، وتتساقط الأمطار مكونة الشلالات العديدة وتحس وأنت بين جداولها بمعنى الحياة الطبيعية، فهي لوحة ربانية بديعة الجمال فسبحان الذي وهب أرض اليمن هذا الجمال الخلاب. وتشتهر بالقصور الموجودة فيها.